# ペーパーマリオ カラースプラッシュ
『ペーパーマリオ カラースプラッシュ』（PAPER MARIO カラースプラッシュ）は、インテリジェントシステムズが開発し、任天堂より2016年10月13日に発売されたWii U用ゲームソフト。アメリカ・ヨーロッパでは同年10月7日に発売された。

## 概要
ペーパーマリオシリーズの第5作目（なお、「マリオ＆ルイージRPGペーパーマリオMIX」を入れると第6作目）。前作の紙やダンボールの質感を積極的に意識して作られたペーパークラフトのような世界観・演出を引き継ぎつつ、タイトルにもあるように今作では「色」が新たなテーマとなり、色を使った仕掛けや謎解きが追加された。その代わり前作のテーマである「シール」の要素は半減し、前作で登場したバトルシールやモノシールは今作では全てカードとなっている。また、過去作に登場したムーチョや、ヘイホーなどの敵も登場するが、今回では、純粋な敵としてだけでなく、キノピオのようにとあるステージの住人として話し掛けたりする事が出来るものや、謎解きのヒントを与えてくれたり、イベント上の進行を務めたりと、純粋な敵とは限らない形で登場もしている。また、『マリオカートシリーズ』や『スーパーマリオブラザーズ3』との原作ゲームのコラボとして再現されている。
ピーチ姫の元に届いた真っ白に色抜けしたキノピオの真相と、その差出元であるイロドリアイランドの謎を追い求めるため、マリオはそのイロドリアイランドで出会ったペンキーとともに冒険へ出発する。

## 登場人物

### 主要キャラクター
マリオ
本作の主人公。キノコ王国のヒーロー。色が抜かれたキノピオの原因を調べるためイロドリアイランドへピーチ姫と共に行った。しかし後にピーチ姫がさらわれてしまい、イロドリタウンで出会ったペンキーと共に冒険する。エンディングではペンキーと別れた後、浮かない顔をしていた。そんなマリオにピーチ姫はきっとどこかでこの街を見守ってくれていると励ました。
ペンキー（英：Huey）
本作の相棒。イロドリタウンの中心にあるイロドリの泉から出現したペンキ缶。一人称は「ぼく」。見た目は取っ手の付いたペンキの缶そのものであり、ラベル状の顔部分から目がのぞいている。取っ手部分は左右に分かれていて、腕のように動かすことができる。最初に出会うところでは立体的な姿をしているが、マリオにペンキの力を分け与えるため自らの色を絞り出したことで、ペラペラな姿になる。
マリオの持つハンマーにペンキの力を与えてくれる。また、イロドリアイランドにゆかりがあり、島の各地について解説してくれる。最終決戦ではモノカードに変身し、立体的な姿に戻ってマリオを勝利に導いた。マリオと共にクッパを倒しピーチ姫助けた後、イロドリタウンに戻ることを拒む。正体はイロドリの泉を危険から守るためのガーディアンであり、黒ペンキ発生で目覚めた。マリオ達に「仕事を終わらせたら戻るからイロドリの泉の前でまた会おう」と伝える。ペンキーはクロクッパ城の黒ペンキ回収という最後の大仕事に取り掛かる。泉の大ペンキスターの力を借りてペンキーは全てのペンキをしぼりきり、それをはるか遠くで処分するため天高く空へと昇っていった。何も見えなくなった所で黒ペンキが空に広がり、夜空にした。その夜イロドリタウンに戻ることはなかった。

ルイージ
キノコ王国のマリオの弟。本作では緑の大ペンキスターを浴びていたカートを直して乗ってイロドリタウンへと君臨した。終盤は6種類の大ペンキスターのカで出来た「レインボーロード」を渡り天空にあるクロクッパ城にマリオやペンキーを乗せてピーチ姫の救出に向かう。この他にも、イロドリアイランド各地でキリトリを使うと現れる場所がある。
ピーチ姫
キノコ王国の姫。自身の元に届いた真っ白に色抜けしてしまったキノピオの謎を追い求め、マリオたちとともに差出元のイロドリアイランドへ向かう。しかし、黒ペンキの影響で洗脳されたクッパによってさらわれてしまう。その後も極秘に自身を模したピーチロイドを差し向けて、ペラグラフィーを通してマリオに連絡を出す。だが、それがクッパにバレてしまい、色を抜かれて一時的に意識を失っていた。クッパを撃破した後は、マリオ達に助けられる。
キノピオ
キノコ王国の住民だが、イロドリアイランドの各地にも数多く住んでいる。しかし、島に訪れた時にはその大半が何者かによって色が抜かれてしまっており、意識を失っている。冒険の道中では度々色を付ける事によって助けていく事になる。マリオの冒険をサポートしてくれる者もいるが、基本的に自由気ままに過ごしている。
選ばれしキノピオ
アキャットタワーの鍵である3人の選ばれしキノピオ。のはずが序盤はイロドリアイランドのどこかにバラバラになってしまう。
レスキューキノピオ（英：Rescue Squad）
スーツとスカーフを身に付けた、マリオの冒険を手助けしてくれる頼もしいキノピオ隊員たち。のはずが、序盤はイロドリアイランドの各地にバラバラになってしまっており、手助けしてもらうにはまずマリオが彼らを見つけなくてはならない。キイロ区にレスキュー隊の本部があり、そこにいるサングラスをかけた長官から隊員の居場所や最新情報などを随時教えてもらうことができる。また、彼らの各カラーのリーダーと思われる5人のキノピオを主役とする番組『イロドリ戦隊 レスキューV』が公式サイトなどで放映されている。
クッパ
カメ族の首領。イロドリタウンを訪れた際、イロドリの泉のペンキを見て甲羅をペンキで塗ろうとし、ほんのいたずら心でペンキを混ぜたが、図らずも黒ペンキを発生させ、それを体を取り込み（？）洗脳されてしまい、大ペンキスターを投げ飛ばした。その後は手下達やクッパ7人衆に命じてペンキを回収させ、それらを元に黒ペンキを大量に作り出し、イロドリアイランドを支配しようと目論んでいたが、マリオ達の活躍により、倒されて正気を取り戻したのと同時にまたしても、敗北を喫する。
カメック
クッパの側近の魔法使い。色抜けしたキノピオを郵便物にしてキノコ王国へ送り、ピーチ姫をおびき寄せた。戦闘中に乱入していたずらしてくることがある。
クッパ7人衆
クッパの部下。クッパの命令により、各地に散った大ペンキスターを捜索している。それぞれ、マリオの攻撃を無効化したり、動きや攻撃を封じたりするなど、厄介な技を持ち合わせており、更には大ダメージを与えるような強力な必殺技を備えてもおり、それらの攻撃技は、特殊な攻撃技を下せる決まったモノカードでなければ、無効化出来ない事が共通している。また、決まったモノカードでもサンプルは全て無効化する能力を持っている。
戦う順番
| クッパ7人衆  | 大ペンキスター | 場所                   |
| ------------ | -------------- | ---------------------- |
| モートン     | 赤             | アキャットタワー       |
| イギー       | 黄             | マッキーコロシアム     |
| ルドウィック | 青             | コバルトドック         |
| ウェンディ   | 紫             | バイオ列島おたから島   |
| ラリー       | 橙             | サンセットエクスプレス |
| レミー       | 緑             | ミドゥーリサーカス     |
| ロイ         | なし           | クロクッパ城           |

本作よりも前に発売された『マリオ&ルイージRPG ペーパーマリオMIX』では彼らのペーパーキャラは登場しておらず、同作のロイが「ペーパーの自分達はいないのか?」と存在を気にする発言をしていたが、本作で初めてペーパーキャラとして登場した。

### その他のキャラクター
ドラゴドン
『進め! キノピオ隊長』にも登場した、溶岩にすむ古代のドラゴン。ダイダイ谷で化石が発見され発掘が進められていたが、橙の大ペンキスターが色を塗ったことで復活。以後はマッカッ火山にいる。初見の際は、マリオ達に襲い掛かって来ていたが、とある事をすると大人しくなり、マッカッ火山内部の探索を手助けしてくれるようになる、マグマバーガーが好物。

## ゲームシステム

### 色ヌケ
各エリアには各地にクッパ軍団によって色が抜かれて機能しなくなっているものがたくさんある。これらはペンキハンマーで叩いて塗ることで再び機能するようになる。各エリアごとに色ヌケ修復率が分かるようになっており、修復率100%にすると良いことがある。ただし、クロクッパ城には存在しない。

### バトル
基本的には前作を引き継いでおり、ターン制でマリオが行動し終わると敵グループが行動し、敵グループの行動が終わるとマリオの行動というように、これを繰り返していく。マリオはバトルカードを選択し、それに応じて行動する。敵を全滅させると勝利。
本作では敵のHPは表記されず、敵の現在HPは敵の色ヌケ具合で判断するのみ。前作では常時マリオは一度しか行動出来ず、複数回行動するにはスロットの絵柄を揃えるしか無かったが、今作ではゲームを進めると使えるカードの枚数が増えていく仕様になり、最大4枚まで使用可能になる。また、シールがなくなると逃げる以外の選択のできなかった前作とは異なり、カードが無くなった場合でもコインがあればカードを追加することが可能で、バトルで逃げる必要がなくなった。

### カード
前作のシールの代わりに今作では「カード」が登場する。カードは色抜けした箇所に色を塗ったり、アオイロ区にあるカードショップで買ったりなどといった方法で手に入れることができる。ただし、モノカードにするための立体的な「モノ」は特殊なルートや条件で手に入る。カードは基本的に真っ白な地に線で絵が描いてあるのみで使う際には色を塗らなければならない(塗らなくても使用は可能だが威力が下がる)が、ショップで買えるカードの中には色が予め塗られている物もある(値段は白地のカードより高い)。モノカードは必ずモノクロである。更にスロットを回す事でサンプルモノカードを入手可能。バトルには使用可能だが、ボス戦、謎解きには使えない。また、バトルで敵を倒すとその敵のカードが手に入ることがあり、次回以降のバトルで使用すると味方になって攻撃してくれる。

### キリトリ
エリア上でこれ以上進むことができないといった場合に発揮できるマリオの能力。使うと前作のペパライズのように今いる場面が一枚の紙になり、現れた点線をなぞるように切り取ることで、背景に進むことができる空間が出現し、行けなかった場所まで到達することができる。その他、隠れていたものを出現させたり、モノカードをはめて仕掛けを解いたりすることもできる。ただし、クロクッパ城には存在しない。

### アイテム
小ペンキスター
クッパに放り投げられてしまった際、各大ペンキスターが生み落として行った小さなペンキの星。イロドリアイランド各地に複数散らばっており、これを取るとコースクリアとなり、色に応じて次の場所の色抜けを直して進めるようにしてくれる。
大ペンキスター
イロドリの泉にある赤、橙、黄、緑、青、紫の6色のペンキの源。6角形の星の姿をしている。クッパによって放り投げられてしまい、各地に散らばっており、力を無くしているが、マリオが取り返して目覚めさせることで泉に帰還する。大きな色抜けもあっという間に塗る力を持つ。取り戻した大ペンキスターの数に応じて、中心部の泉に回復ハートが置かれるようになり、全て揃うと泉がペンキで満たされ、回復ハートの代わりに体力を完全回復させてくれるようになり、更に、ハンマーペンキ内のペンキ残量も回復させてくれるようになる。また、取り戻す毎にマリオの最大HPを25ずつ増やしてくれる。
ペンキ
花や草、木などをハンマーで叩くとその色に対応したペンキが出てくる。バトルで敵を倒しても出現し、コース上に落ちていることもある。拾うとペンキハンマーの容量が回復する。赤、黄、青の3色が基本だが、橙は赤と黄色のペンキが、紫は赤と青のペンキが、緑は黄色と青のペンキが、虹色は3色全てが、それぞれ回復する。
ハンマープレート
バトルで敵を倒したりすると出現し、集めるとペンキハンマーの最大量を増やすことができる。
コイン
色抜けした箇所に色を塗る、バトルで敵を倒す、ハテナブロックを叩くなど様々な方法で手に入る。カードショップなどで使用する。最大で9999枚まで持つことができる。
回復ハート
コース上に置かれており、拾うとHPを回復させることができる。そのコースで一度拾うと無くなってしまうが、コースを入り直すと復活する。
テンカイブロック（英：Unfurl Block）
「!?」と書かれた赤いブロック。これを叩くとハンマーに展開の力が20秒間宿り、その間に「!?」と書かれたものを叩くことで仕掛けが作動する。テンカイブロックも他のブロック同様、色抜けしていると使えない。

## 冒険の舞台
本作の冒険は刷毛のような形をした「イロドリアイランド（英：Prism Island）」で繰り広げられる。彩りというだけあり、ステージ名も色の名を捩った名前である事は勿論、色に関する仕掛けや謎解きが島各地に用意されている。
イロドリタウン（英：Port Prisma）
マリオたちが最初に訪れる場所で、冒険の拠点。『マリオストーリー』のキノコタウンや『ペーパーマリオ スーパーシール』のラベルンタウンに近いポジション。中心にイロドリの泉がある賑わいのある町のはずが、初めて来た時には至る所の色が抜かれている上に泉も枯れており、住民の気配も無く閑散としてしまっている。マリオのペンキハンマーで色を取り戻したり、ストーリーを進め島の各地に散らばってしまったペンキスターを手に入れたりすることで、町は再び活気で賑わっていき行動できる範囲も拡大していく。
主に泉のある町の中心のアカイロ区、マリオたちが最初に降り立つ船着場のあるミナト区、冒険を進めると奥に行けるようになるショップの並ぶアオイロ区、道場や博物館などの施設のあるキイロ区に分かれている。
ベニーロード
平原の道で、道中でカフェが営業している。初めて来た時は、ペンキヘイホーにより小ペンキスターが色ヌケしている。
アカミル湖
湖のエリア。水車がいくつもある。ここで初めてキリトリやモノしぼりが行え、カードMAXアップも手に入るため、冒険が一気に広がるステージ。また、選ばれしキノピオの一人がおり、モノカード「センプウキ」が手に入る。
ブルーノどうくつ
青色のキノピオレスキューがいる洞窟。モノカード「レモン」が手に入る。
アイキキビーチ
海岸地帯。海フェスが開かれている。選ばれしキノピオの一人がいる。
ヤマブキー山
仙人がいるという山岳地帯。全体がダンジョンのようになっている。テンカイパワーが初めて使える他、選ばれしキノピオの一人がいる。
アキャットタワー
赤色の塔。赤の大ペンキスターが飛ばされてきており、捜索のため訪れたモートンと対決する。
最初は塔全体が色抜けしており、ペンキを運ぶ飛行船を落として修復することになる。元々は招き猫を祭る塔だった。モノカード「マネキネコ」が手に入る。
キーコロとうげ
大きな門の奥に広がる山道。テンカイブロックを駆使して進んでいく。奥に黒ペンキ爆弾が落ちる。最初は門が色ヌケしており、大ペンキスター赤を手に入れると行ける。
キーノコハウス
教授の家。
ミドゥーリの大森
クリボーがすむ深い森。カメックにより木々もクリボーも巨大化している。
ダイダイ谷
荒涼とした谷。線路が通っており、ここではドラゴドンの化石の採掘が進められている。
ダイダイトゲ神殿
荒野にある神殿。内部は溶岩に満たされている上、トゲが多い。神殿前を線路が通っている。
マッキーコロシアム
砂漠にたつコロシアム。ここではバトル祭りが開かれており、その商品として黄色の大ペンキスターが出されており、チャンピオンであるイギーと戦う。
ホテル オーシャンブルー
青色の3階建のホテル。
幽霊キノピオたちが怪奇現象を起こしていて休業中であり、外観も曇天の影響で薄暗い雰囲気だが、解決すると空が晴れ渡った状態になり、元の活気あるホテルに戻る。
パ・プールていえん
ホテルオーシャンブルー保有の庭園。池は噴水のティーポットに入っているティーパックンによって毒に汚染されている。
ここでキャサリンのショーが行われる。ティーパックンを倒すと元の水の綺麗な池に戻る。
コシンボクのはやし
魔法で何もかもが小さくなっている森林地帯。小さなクリボーやメットが大群で襲ってくる。奥地には古い神木がある。
コバルトベース
ムーチョたちが前作にも登場した「ムーチョDEムーチョ」というクイズ番組のようなものを開いている。
コバルトドック
海上にあるルドウィッグの秘密基地で、ここで青の大ペンキスターが管理されるとともに、新たな戦艦が建造されている。
バイオ列島かいきょう
バイオ列島へ向かう船が出る港。
バイオ列島うずしお島
渦潮が名物の島で、キノピオが住んでいる。裏世界にはヘイホーが暮らしており、裏世界から渦潮の原因を探すことになる。
バイオ列島の島々では、それぞれ裏世界へ通じる土管が設置されており、そこと表世界を行き来しながら、探索していく。
バイオ列島とうだい島
うずしお島の西隣にある灯台の島。灯台の光が復活するまでは、おたから島ほ続く海原は真っ暗になっていて、先に進めない。
バイオ列島 おたから島
イロドリアイランド北西の海の最果てにある、ドクロ岩の宝島。宝物があるとされているが盗掘にあって現在はほとんど残っていない。
紫の大ペンキスターがここに飛ばされてきており、ウェンディが派遣されている。一室では煙が充満している。
マスター・ド・カフェ
砂漠地帯の大穴の下の地下迷宮。ムーチョたちのアジトや、奥地にはカフェがある。
キノピオエンジニアリング
鉄道車両の整備工場。車両トラブルを起こしたサンセットエクスプレスの修理を行う。
レストラン オレンジーノ
島の東部にある鉄道沿線のレストラン。
サンセットエクスプレス
イロドリアイランド北東部への列車。大ペンキスターを捜索するラリーによって占領される。線路の終着点には橙の大ペンキスターが飛ばされてきたスターライト岬がある。
マッカッ火山
島の北部の火山。大ペンキスターによって蘇ったドラゴドンはここに移動し、ドラゴドンの力を借りて探索する。
マッカッ火口
火山頂上部の洞窟。溶岩地帯を抜けた先には温泉が湧き出しているが、巨大なバブルを倒さなければ行けるようにはならない。
グリングリンパワーラボ
不思議モニターがある研究所。モニターの中に入って探索する。
『スーパーマリオブラザーズ3』とのコラボとしてこの曲が編曲されて使用している。
フカミドゥーリシアター
森林地帯の奥地。サーカス団員たちが曲芸の練習をしている。中にはマリオに攻撃を仕掛ける者もいる。
ミドゥーリサーカス
南東部の森林地帯で開かれているサーカス。レミーやその手下たちが曲芸を披露している。
レインボーロード
イロドリタウンの泉にて各6種類の大ペンキスターを帰還した後に出現した同時に、マリオの弟・ルイージがカートに乗ってやって来た。
『マリオカートシリーズ』とのコラボとしてこの曲が編曲されて使用されている。
クロクッパ城
天空のクッパ城。クッパ7人衆の最後の1人であるロイが待ち構えている他、ピーチ姫が捕らえられており、下層部は運び込んだペンキで黒ペンキ爆弾を製造する工場になっている。
このエリアに限り色ヌケやキリトリは存在しない。